# الموارد الطبيعية في الجزائر
أهمّ الموارد الطبيعية في الجزائر(بالفرنسية: Les ressources naturelles en Algérie)، تُعرَّف الثروات الطبيعيّة على أنّها المصادر الباطنيّة والسطحيّة في مكان ما، وتظهر نتيجةً للعوامل الطبيعية التي لا تتدخّل النشاطات الإنسانيّة في تشكّلها، وتُعدّ الجزائر من الدول الغنيّة بالثروات الطبيعية، وتُقسَم الثروات والموارد الطبيعيّة فيها إلى قسمَين، هما: الموارد المُتجدِّدة تتنوّع الموارد المُتجدِّدة في الجزائر، وتشمل ما يأتي:

## الماء

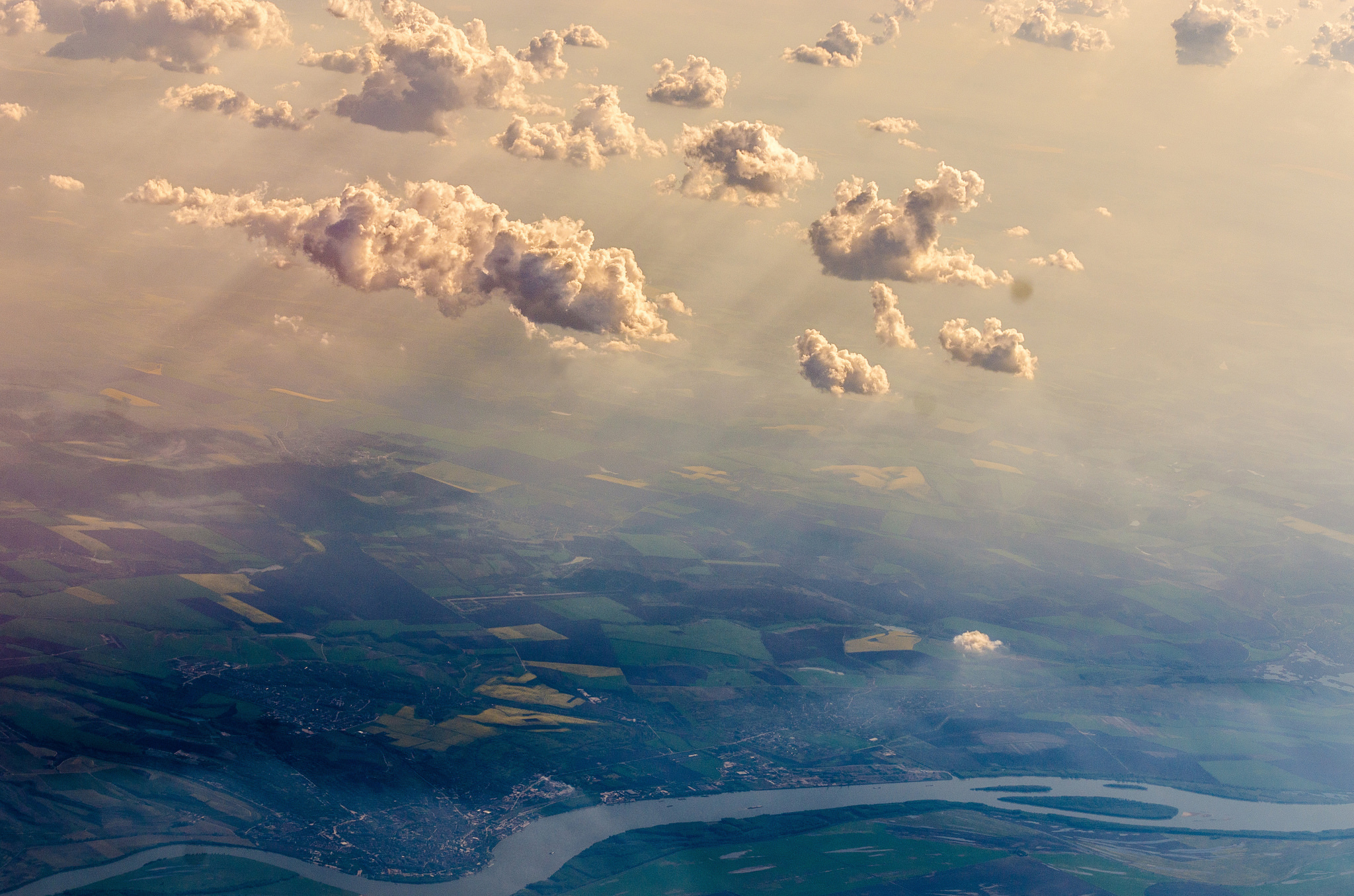
وادي الشلف، الجزائر

توجد في الجزائر ثروة مائيّة متجدّدة، حيث تتساقط فيها الأمطار والثلوج، ويبلغ حجمها قرابة 100 مليار متر مكعّب كلّ عام، ولا يُستغَلّ من تلك الثروة سوى 8 مليارات متر مكعّب، وتوجد في الجزائر عدّة سدود مائية، منها سد بني هارون، والغرغار، وجرف التربة، بالإضافة إلى وجود عدد من الأودية، مثل: وادي الشلف، وسيبوس، ومجردة، والشفة و امزي.

## الغطاء النباتيّ

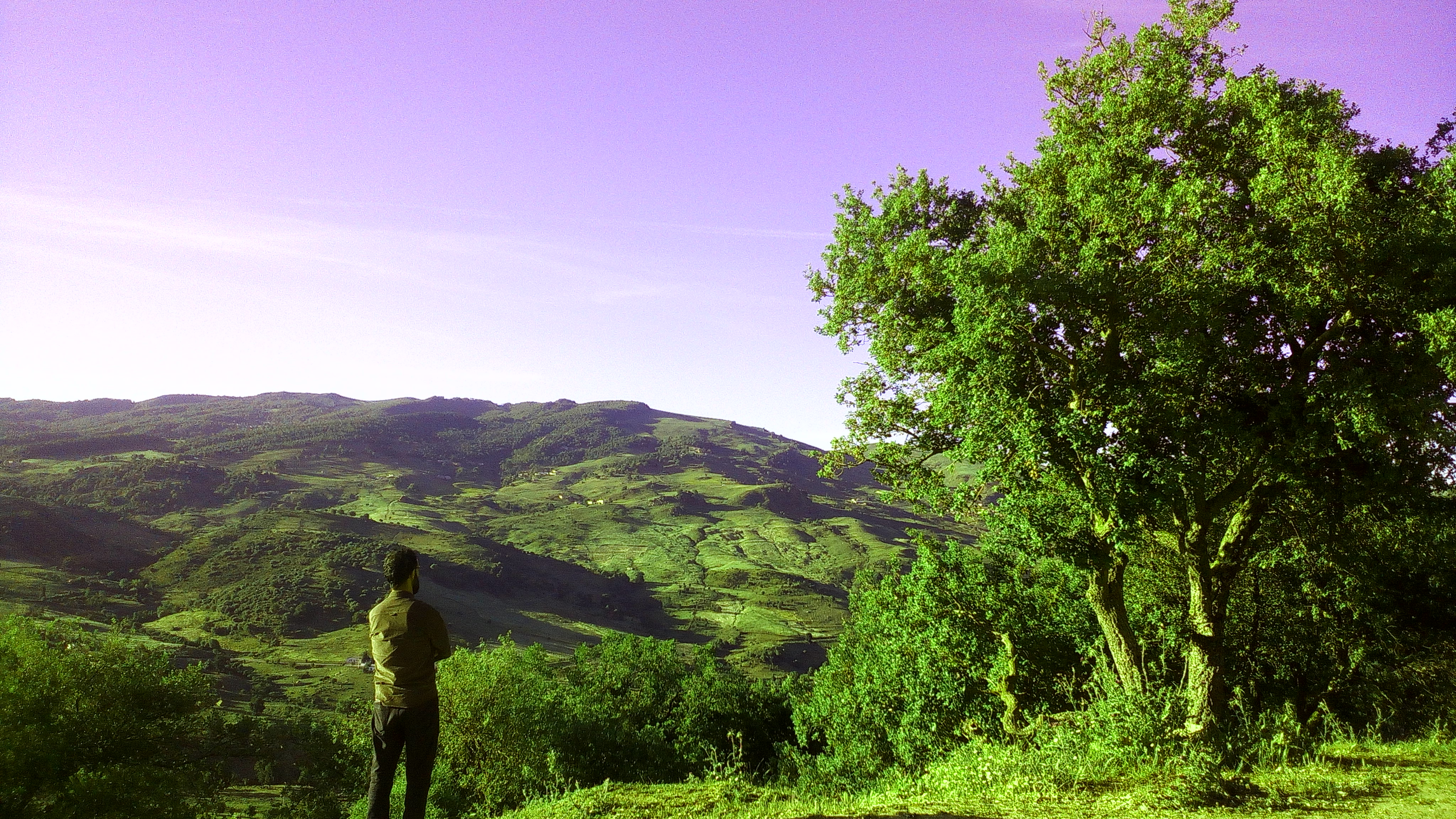
الثروة الغابية الجزائر

يتمثّل الغطاء النباتي في الجزائر بوجود العديد من الغابات، والنباتات الصحراوية، والحشائش، وتُعدّ الغابات من أكثر الأغطية النباتية كثافةً، حيث تبلغ مساحة الغابات في الجزائر ما يقارب «أربع ملايين هكتار»، تتمركز في المنطقة الشمالية من البلاد، وفي هذه الغابات الكثير من أشجار الصنوبر، والبلوط، والفلّين، والأرز، والزيتون. وتنتشر في الجزائر حشائش الإستبس التي تتميّز بقِصرها، وقُدرتها على العيش والنموّ في المناطق شبه الجافّة، كما تعيش فيها النباتات الصحراوية الشوكيّة ذات الجذوع القصيرة، مع وجود عدّة أصناف من النباتات الأخرى، مثل: نبات العجرم، والقرندل، والعلندة، والدرين.

## الطاقة الشمسيّة

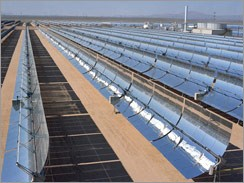
صورة للوحات الشمسية الجزائر.

تتعرّض الجزائر للإشعاع الشمسي لمدّة تزيد عن 3000 ساعة كلّ عام؛ أي ما يوازي 500 واط كل متر مربّع، وهذا الأمر يُظهر مدى استفادة الجزائر من الأشعة الشمسيّة منذ خمسينات القرن العشرين.

## الثروة الحيوانيّة

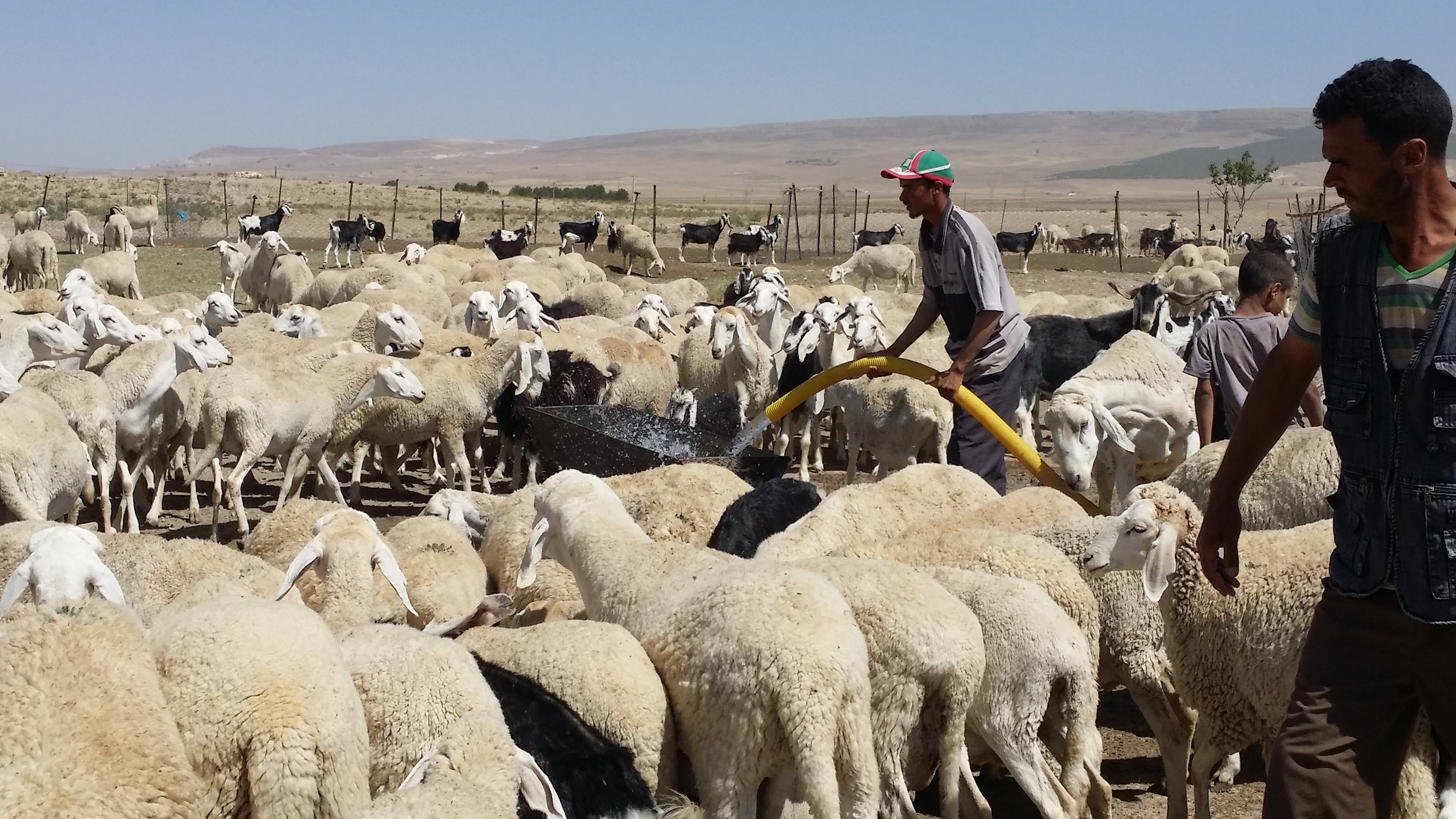
تحتل الجزائر المركز الثاني في ثروة الأغنام عربيا

توجد في الجزائر أنواع عديدة من الحيوانات؛ خاصّةً في الجبال والصحراء؛ ففي الجبال تعيش حيوانات من مثل: الخنزير البري، وقرود المكاك البربريّة، والغزال البري والحسون، أمّا في الصحراء فتعيش الضّباع، والغزلان، والثعالب الصحراوية، و الأرانب الصحراويّة، كما تعيش في الجزائر الزواحف والحشرات؛ من أهمّها أسراب الجراد الضّخمة، والعقارب. وقد أشارت الدراسات إلى أنّ الجزائر تحتلّ (المرتبة الثانية) في إنتاج الأغنام بعد السودان، وذلك بنسبة 10.5% من ثروات الوطن العربي، كما أنّ إجمالي الثروة الحيوانية في الجزائر يُقدَّر بمليونَي رأس بقريّ، وستّة وعشرين مليون رأس من الماعز، وخمسين ألف رأس من الخيل بمختلف سُلالاته. 
- الموارد غير المُتجدِّدة تشمل الموارد غير المتجدّدة في الجزائر كلّاً ممّا يأتي:

## الثروات النفطيّة

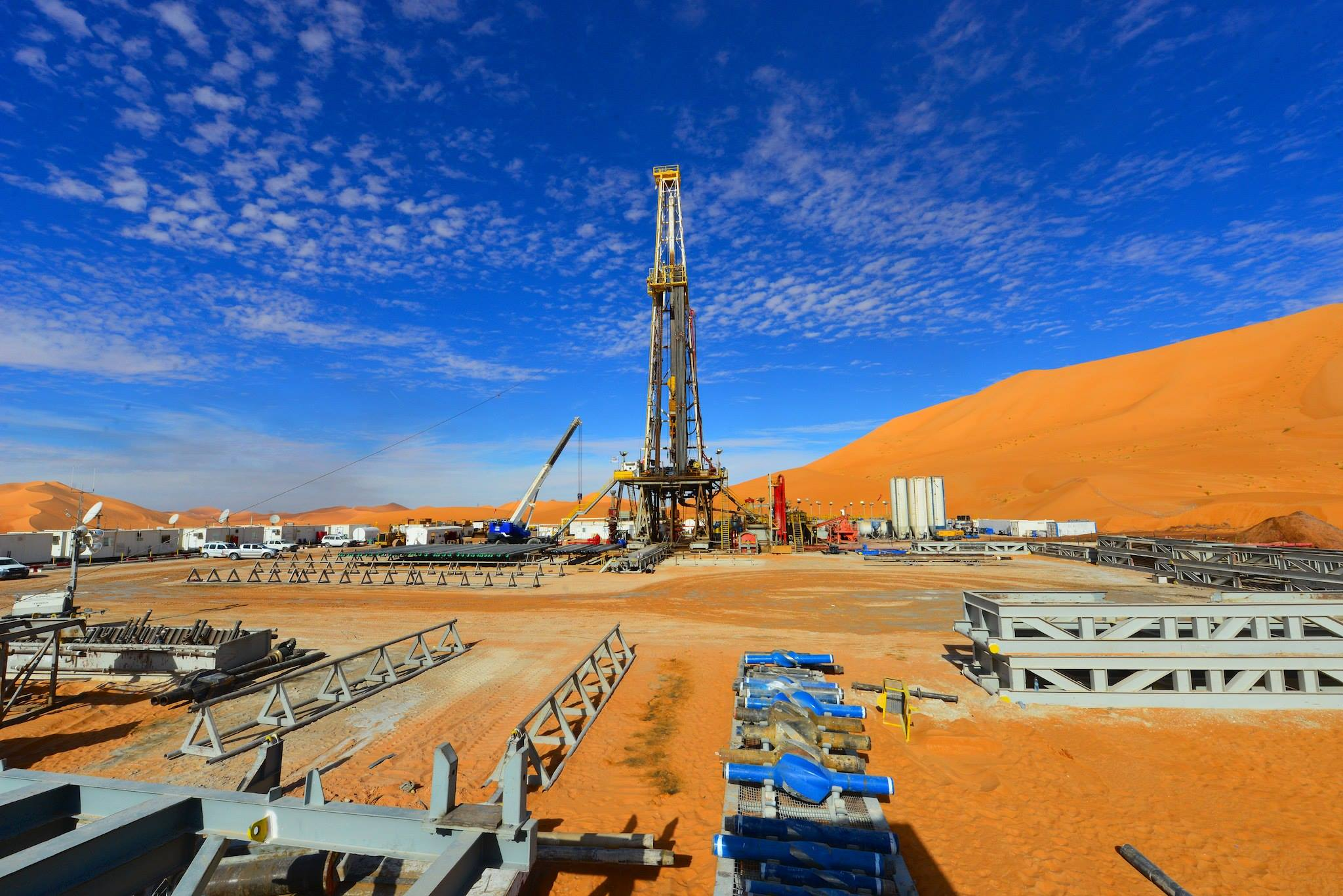
محطة لاستخراج البترول في الجزائر

يرتكز اقتصاد الجزائر على العديد من الثروات النفطية، حيث تمثّل تلك الثروات ما يقارب 60% من ميزانيتها، وتحتل الجزائر (المرتبة الخامسة عشر في احتياطي النفط العالمي)، والمرتبة الثامنة عشر من حيث الإنتاج، والمرتبة الثانية عشر من حيث التصدير، وتبلغ العائدات المالية من النفط ما يقارب ستّين مليار دولار.

## ثروة الغاز الطبيعيّ

الممون الثالث بالغاز الطبيعي والبترول للإتحاد الأوروبي

تحتل الجزائر المرتبة الخامسة من حيث إنتاج ثروات الغاز، والمرتبة الثالثة من حيث تصدير الغاز في العالم، وقد أصبحت تستخدم الغاز الصخريّ، واحتلت المرتبة الثالثة من مخزون الاحتياطيّ العالمي منه، ويُلبّي الغاز احتياجات الجزائر من الغاز الطبيعيّ بحجمٍ يصل إلى ما يقارب 45 مليار متر مكعب حتّى عام 2020م، وسوف يصل إلى 55 مليار متر مكعب في عام 2030م، هذا بالإضافة إلى كميات التصدير التي تُموَّل عن طريق البرامج الاجتماعيّة والاقتصاديّة.

## الثروات المعدنيّة
في الجزائر العديد من الثروات المعدنية المُهمّة؛ حيث تحتوي العديد من الثروات المعدنيّة، أهمّها الفوسفات الذي يتركز في منطقة الكويف وجبل العنق، والرصاص والزنك اللذان يتركزان في منطقة «عين البربر» قرب منطقة عنابة، بالإضافة إلى الزئبق الموجود في منطقة عزابة، والرخام في منطقة سكيكدة.

## الموارد المائيّة

سد بني هارون أكبر سد في أفريقيا

في الجزائر العديد من الموارد المائية، فالمياه السطحية تشكّل ما نسبته 12.4م3 من الموارد التي تقع شمالها، أمّا المياه الجوفية فنسبتها 6.9م3 من مواردها الجنوبيّة، وممّا يجدر ذكره أنّ هُناك كميّاتٍ من المياه الجوفيّة الجنوبيّة في الجزائر التي تتّصف بأنّها عالية الملوحة. وهناك مصادر غير تقليديّة، تتمثّل في معالجة المياه العادمة وتخليتها، إلا أنّ هذه الطريقة غير شائعة، والجزائر بلد شحيح بالماء، حيث إنّ نصيب الفرد من موارد الماء هو 470م3 في العام، وتستخدم الجزائر ثرواتها المائية في ريّ المزارع، وهو القطاع الذي يستهلك كميات كبيرة من الماء، وقد انخفضت نسبة المياه المُخصَّصة للريّ من نسبة 80% في عام 1960م إلى 60% في عام 2002م. وقد رصدت الجزائر العديد من الملوّثات التي تُصيب المياه، ولهذا وضعت سياساتٍ جديدةً ذات أهداف جديدة لقطاع المياه؛ حيث تهدف تلك السياسات إلى تحسين نوعية رصد المياه، ووضع برنامج رصد مُستدام، وتحديد معايير لمياه الشرب، بالإضافة إلى تنفيذ البرامج لتعزيز القدرات الوطنية لإدارة نوعيّة المياه، وتحسينها مع التخلص من مصادر التلوث، مع تحسين المعايير من أجل تصريف النفايات السائلة.